# Invizimals: Gli Invincibili
Invizimals: Gli Invincibili (Invizimals: The Resistance) è un videogioco d'azione per PlayStation Vita sviluppato da Novarama e pubblicato dalla Sony Computer Entertainment il 29 ottobre 2014 in Europa.

## Trama
Jazmin e Sam stanno per arrivare al quartier generale dell'Alleanza insieme al giocatore, pronto a diventarne membro. Una volta registratosi, il giocatore ottiene il suo primo Invizimal: Reptyrant. All'interno del quartier generale incontrano il capo Kenichi Nakamura insieme allo specialista tecnico Alexander Kowalski, detto Ace. In quel momento entrano in comunicazione Hiro e Lima che sono nel mondo degli Invizimals, i quali rivelano ai presenti che hanno scoperto un misterioso tempio Invizimal mai scoperto prima; benché i due vorrebbero andare a esplorarlo Keni glielo proibisce, in quanto sa che il mondo degli Invizimals può si essere divertente ma anche pericoloso. Intanto, Keni suggerisce al giocatore di provare le abilità di Reptyrant in un torneo. All'improvviso il quartier generale viene attaccato da un esercito di Xtractor guidato dal loro vecchio nemico Max Black insieme al suo subalterno Jameson, desideroso di chiudere l'attività dell'Alleanza una volta per tutte. Durante l'attacco il giocatore riesce a rallentare un contingente di Xtractor, guidati dal loro capo Re-charge, e a catturarne addirittura uno, Slinger; tuttavia, Keni viene catturato e imprigionato insieme ad altri membri dell'Alleanza. Jazmin, Sam e il giocatore fuggono su un velivolo ma vengono inseguiti da un'orda di Mikro, e uno di loro viene catturato dal giocatore; tuttavia, prima di essere sconfitti, gli Xtractor riescono a danneggiare il velivolo, che per fortuna atterra sulla terraferma. Il prossimo obbiettivo ora è cercare di riprendere il quartier generale dell'Alleanza, e per farlo Jazmin dice al giocatore di trovare i cinque Invizimals campioni, cominciando con quello europeo, mentre lei cercherà quello americano, Sam dovrà cercare di fermare gli Xtractor mentre Ace dovrà contattare Hiro e Lima (rimasti intrappolati nel mondo degli Invizimals perché Black ha spento il Portale d'Ombra). Intanto, Black riferisce al suo misterioso capo il suo successo, e costui adesso gli ordina di screditare l'Alleanza con false accuse.
Al campionato europeo, il giocatore riesce a sgominare gli Xtractor, mandati lì per ostacolare gli ultimi membri dell'Alleanza, e a confrontarsi con il campione, salvo poi scoprire che non c'è e sostituito da Roarhide. Infatti, l'Invizimal campione Lynx è caduta in una trappola degli Xtractor: liberata, l'Invizimal, in segno di riconoscenza, si unisce alla Resistenza. Nel frattempo, Sam scova Re-charge e una volta sconfitto lui e il giocatore lo riprogrammano affinché combatta per la causa degli Invizimals. Intanto, Ace riesce a contattare Hiro e Lima grazie ad un'antenna parabolica chiarendogli la situazione. Lima suggerisce che forse troveranno qualcosa che li possa aiutare nel misterioso tempio che hanno scoperto, e grazie al giocatore riescono a superare una pattuglia di Xtractor lì vicino e ad entrarci. Intanto, il giocatore si infiltra nel sistema dell'Alleanza guardando i primi tentativi di Black di mettere il mondo contro di loro grazie alla sua propaganda, e da una conversazione tra lui e Jameson scopre che sono sulle tracce di Swampamander il campione dell'Oceania; in quel momento viene contattato dal professor Dawson che, rassicuratolo di essere anche lui un membro dell'Alleanza, gli intima di catturare Swampamander prima degli Xtractor, cosa che il giocatore riesce a fare. Nel frattempo, Sam è riuscito a trovare una delle fabbriche degli Xtractor, ma è ben sorvegliata, così Sam decide di camuffarsi in un Xtractor Turbo per entrare e metterla fuori uso. Grazie alla sua trovata, Sam riesce a disattivare la fabbrica e lui e il giocatore riescono a riprogrammare uno dei robot, Blastfurnace (disattivando appena in tempo il suo programme di autodistruzione), avendo così un potente alleato. Al quartier generale dell'Alleanza, Black informa il suo capo quanto sta accadendo e questi minaccia di punirlo con delle illusioni di Salma, ma Black lo rassicura che riuscirà a risolvere la situazione; dal canto suo, il misterioso individuo gli ricorda che un altro fallimento non sarà tollerato. In America, Jazmin cerca di trovare Il campione Wingcloud, ma scopre che anche gli Xtractor sono sul posto e, sotto i suoi occhi, lo catturano. Nel frattempo, Black, grazie a Jameson, scopre su un antico testo Invizimal dell'esistenza del Precursor, un potente Invizimal che viene adorato dai suoi simili, e che apparirà solo quando tutti e cinque gli Invizimals campioni saranno riuniti; con queste informazioni, Black elabora un nuovo piano. In quel momento il giocatore viene contattato da Sam, che lo informa di essere riuscito a connettersi nella stanza dov'è rinchiuso Keni insieme agli altri membri dell'Alleanza, il quale gli dice di disattivare il sistema della porta per permettere loro di fuggire. Una volta libero Keni, grazie all'aiuto di Dawson, che distrae Black, e del giocatore, che respinge un'orda di Xtractor (riuscendo anche a catturarne uno, Rollcage), Keni prende il testo Invizimal, riattiva il Portale d'Ombra e si getta nel mondo degli Invizimals.
Intanto, nel tempio Invizimal, Hiro e Lima vengono contattati da Dawson che li informa sulla leggenda del Precursor (durante la conversazione un Xtractor Scuttle cerca di attaccarli furtivamente, ma Hiro involontariamente aziona una botola facendolo cadere in trappola), ma non sa dire altro perché il testo è scritto nell'antica lingua Invizimal, e li informa che all'interno del tempio si trova Überjackal (che li aveva aiutati in passato) uno dei pochi Invizimals a conoscerla; ma prima Dawson informa il giocatore che deve combattere contro l'Invizimal campione dell'Africa Savannah. Accidentalmente Hiro, a causa di una delle sue bravate, fa finire lui, Lima e il giocatore nella stanza dove riposa Überjackal. Ridestatolo, l'Invizimal non si dimostra molto disposto a collaborare dato che ritiene gli Xtractor un loro problema, ma Lima riesce a farlo ragionare e Überjackal rivela che esiste un posto chiamato Isola Sorgente, dove secondo la leggenda risiede lo spirito del Precursor, ma solo gli Invizimals Oscuri conoscono l'esatta ubicazione del posto; così i tre si mettono in viaggio verso le Terre Oscure. Nel frattempo, Ace si trova sulla catena dell'Himalaya dove in un tempio, che contiene un Portale d'Ombra, incontra il campione dell'Asia Makadan. Ottenuti i servigi dell'Invizimal, Ace e il giocatore rincontrano in sua compagnia Keni, che decide di riprendere Wingcloud dalle grinfie di Black.
Nelle Terre Oscure, Hiro, Lima e Überjackal finiscono in un'imboscata degli Invizimals Oscuri, capitanati da Dark Xiong Mao, che si dimostrano piuttosto aggressivi nei loro confronti. Una volta sgominati gli Oscuri compare un grosso Invizimal che Dark Xiong Mao rivela come il Precursor in persona; ma dall'aspetto e dai movimenti, Hiro capisce che si tratta di un robot Xtractor camuffato. Distrutto il Falso Precursor e aperti gli occhi agli Invizimals Oscuri, questi si pentono davanti ai tre, e in segno di riconoscenza Dark Xiong Mao, Dark Ocelotl e Dark Lynx aprono un portale che li conduce sull'Isola Sorgente. Intanto sulla Terra, Sam e il giocatore riescono a liberare Wingcloud. I cinque Invizimals campioni si riuniscono al tempio dell'Isola Sorgente, e con l'avvicendarsi del risveglio del Precursor organizzano un torneo. L'energia emessa per l'evocazione attira l'attenzione di Black che ordina a Jameson di mandare tutti gli Xtractor che hanno, alla cui guida c'è il Drago d'acciaio.  Sconfitti gli Xtractor i cinque Invizimals campioni riescono a evocare il Precursor; Keni, Jazmin, Sam, Ace e il giocatore arrivano al quartier generale dell'Alleanza. Vedendoli, Black corre via inseguito da Keni, Jazmin e dal giocatore, mentre Jameson viene preso in custodia da Sam e Ace. Raggiunto Black, scoprono che ha un nuovo e più letale modello di Falso Precursor pilotato da lui personalmente; in quel momento arriva il vero Precursor e i due Invizimals cominciano uno scontro tra titani che li porta a continuare a combattere sulla piattaforma sopra il quartier generale, ma alla fine Black viene sconfitto. Con una mossa astuta, però, Black riesce a prendere Keni, ma Jazmin si sacrifica scontrandosi contro di lui con il velivolo ed entrambi finiscono in mare sotto lo sguardo preoccupato di Keni, Sam e Ace.
Nel finale si scopre che Black e Jazmin sono vivi perché l'uomo ha costruito un sistema di salvataggio nella testa del Falso Precursor, e arrivano in un nascondiglio, dove Jazmin rincontra Sebastian Campbell in persona, che li conduce in una sala dove dei misteriosi individui puniscono Black per aver di nuovo fallito. All'insaputa di tutti, però, Jazmin sta trasmettendo tutto a Keni grazie al suo bracciale.

## Modalità di gioco
Il gioco utilizza gli stessi comandi di cattura e di combattimento del precedente episodio per PSVita con una nuova novità: durante la storia ci saranno dei combattimenti con ondate di nemici da sconfiggere per poter proseguire. Inoltre ci saranno molti più Xtractor da catturare e collezionare nel catalogo.

## Personaggi

### Alleanza
- Kenichi (Keni) Nakamura: il capo dell'Alleanza e primo umano a entrare in contatto diretto con gli Invizimals, grazie ai quali potrà usare la loro energia a fin di bene.
- Hiro Tanaka: è un cacciatore di Invizimals e membro dell'Alleanza, scelto da Keni per avventurarsi nel mondo degli Invizimals.
- Lima: una ragazza prodigio e membro dell'Alleanza nonché amica di Hiro e Sam.
- Sam: un ragazzo appassionato di tecnologia e membro dell'Alleanza.
- Alexander (Ace) Kowalski: è il tecnico più abile dell'Alleanza oltre che un esperto cacciatore
- Jazmin Nayar: vecchia amica di Keni ed esperta cacciatrice di Invizimals, aiuterà l'Alleanza a fermare i malvagi Xtractor.
- Bob Dawson: il professor Dawson è ritornato in azione come membro dell'Alleanza. Ha aiutato Keni a comprendere il comportamento degli Invizimals ed è un vero pozzo di conoscenza.

### Invizimals
- Reptyrant: il protagonista non ufficiale del gioco per due motivi: infatti è il primo Invizimal che si ottiene nella prima missione, ma a differenza degli altri lo si vedrà uscire dall'uovo, e la sua descrizione afferma che è uno dei pochi Invizimals ad aver mutato aspetto e comportamento a causa degli Xtractor.
- Überjackal: è l'Invizimal adorato dagli antichi egizi, dotato di incredibili poteri magici. Verrà risvegliato da Hiro e Lima nel suo tempio e li aiuterà a risvegliare il Precursor.
- Dark Xiong Mao: è la controparte oscura di Xiong Mao e guida degli Invizimals Oscuri. È un potente sciamano con due facce, una sulla testa mentre l'altra sulla pancia, che parlano contemporaneamente. Verrà ingannato da Max Black con il primo modello di Falso Precursor, ma Hiro, Lima e Überjackal gli faranno vedere la verità.
- Lynx: è l'Invizimal campione d'Europa. Fin dall'inizio è sempre stata una spina nel fianco per gli Xtractor.
- Swampamander: è l'Invizimal campione dell'Oceania adorato dagli aborigeni. Gli piace molto giocare nel fango, ma sa essere un temibile combattente.
- Savannah: è l'Invizimal campione dell'Africa con poteri sciamanici che gli permettono di entrare in contatto con Madre Natura.
- Makadan: è l'Invizimal campione dell'Asia. È colei che ha creato il Kung-fu, il Judo e il Karate, insegnamenti appresi poi dagli umani.
- Wingcloud: è l'Invizimal campione d'America. È uno spirito del vento che protegge i nativi americani e le loro terre.
- Precursor: è il primo Invizimal creato e il più potente di loro tant'è che viene adorato come una divinità. Benché abbia enormi poteri li usa sempre per proteggere il mondo degli Invizimal.

### Xtractor
- Maximillian "Max" Black: è un uomo che è al comando dell'organizzazione conosciuta come Xtractor Industries. Vedendo cosa può fare l'energia degli Invizimals ha creato un esercito di robot, gli Xtractor, allo scopo di rubarla tutta per i propri profitti. Riuscirà a prendere il controllo del quartier generale dell'Alleanza cercando di infangare il loro nome. Nella battaglia finale utilizzerà il secondo modello di Falso Precursor.
- Jameson: scagnozzo di Black e tecnico degli Xtractor, più intelligente del suo capo in approfondimenti; inoltre Black lo chiama sempre "Johnson", cosa che lo porta a correggerlo.
- Slinger: Xtractor basato su un pistolero, è il loro cacciatore di taglie ed è il primo ad essere catturato. Al contrario dei suoi colleghi non desidera l'energia degli Invizimals ma le monete d'oro.
- Mikro: Xtractor simile ad un UFO con il corpo principale protetto da una protezione di vetro. Attacca con due mani allungabili.
- Re-charge: Xtractor basato su un giocatore da Rugby che, unito alla sua stazza, lo rende molto pericoloso in battaglia. È il capitano delle truppe Xtractor.
- Turbo: Xtractor con un corpo quasi umanoide con tre ruote e due motori a reazione dietro la schiena che gli conferiscono una maggiore velocità.
- Blastfurnace: Xtractor con un enorme corpo umanoide simile ad una fornace ma con capacità da minatore. È uno dei più forti Xtractor creati.
- Rollcage: Xtractor con un corpo vagamente insettoide e con due grandi ruote ai lati grazie alle quali può camminare a gran velocità su qualsiasi superficie; inoltre è dotato di due blaster leggeri.
- Falso Precursor: Xtractor basato sul Precursor. Il primo modello è un robot con un rivestimento metallico che raffigura una caricatura del Precursor, usato da Black per controllare gli Invizimals Oscuri. Il secondo modello è completamente rivestito da leghe metalliche resistentissime ed è armato fino ai denti.

### Altri
- Sebastian Campbell: l'ex arcinemico di Keni che è rimasto nascosto per tutto questo tempo in attesa di potersi vendicare delle sue sconfitte. Fa parte di uno strano Consiglio che sembra conoscere gli Invizimals.